# Coenotephria egenata
Coenotephria egenata är en fjärilsart som beskrevs av Louis Beethoven Prout 1914. Coenotephria egenata ingår i släktet Coenotephria och familjen mätare. Inga underarter finns listade i Catalogue of Life.